# Bruno Mugellini
Bruno Mugellini (Potenza Picena, 24 dicembre 1871 – Bologna, 15 gennaio 1912) è stato un pianista, compositore e insegnante italiano.
Fu teorico della tecnica pianistica.

## Biografia
Pianista precoce, si esibì in pubblico per la prima volta a 11 anni. A Bologna studiò pianoforte con Gustavo Tofano, armonia e contrappunto con Alessandro Busi e composizione con Giuseppe Martucci. Fu docente di pianoforte al Liceo Musicale bolognese dal 1898 al 1911, anno in cui ne assunse la direzione.  
Si dedicò con successo alla carriera concertistica in Italia e nelle principali città europee sia come pianista solista sia come componente di un quintetto da lui fondato e che prese appunto il nome  di "Quintetto Mugellini" (violini Mario Corti e Giuseppe Fantuzzi, viola Ottorino Respighi, violoncello Antonio Certani).
Si affermò ben presto anche come compositore e nel 1899 vinse il Concorso della Società orchestrale della Scala di Milano con il poema sinfonico per coro e orchestra Alle Fonti del Clitumno, ispirato all'omonima ode barbara di Giosuè Carducci. Scrisse pagine per pianoforte, musicale corale e musica da camera, tra cui un Quintetto per pianoforte e archi e una Sonata per violoncello e pianoforte. Vanno segnalate altresì le sue esemplari revisioni di opere per pianoforte di Bach (Suites inglesi, Suites francesi, Partite, ecc.), Mozart, Clementi e altri. 
Il 13 marzo 1906 fu iniziato in Massoneria nella Loggia Otto agosto di Bologna, e il 2 aprile 1908 divenne Maestro massone.
Morì a Bologna, dopo avervi avuto allievi come Guido Agosti, il 15 gennaio 1912 a soli 40 anni nel pieno del suo vigore creativo. È sepolto a Fossombrone, dove nel 1900 si era unito in matrimonio con Rosa Ceppetelli, appartenente ad una nota famiglia della città.

## Il contributo di Mugellini al rinnovamento della tecnica pianistica
Mugellini ha fornito un contributo essenziale al rinnovamento della tecnica pianistica in Italia. Aderì inizialmente all'impostazione all'epoca dominante, basata sull'"indipendenza" e "articolazione" delle dita isolate, come è documentato dalla sua edizione (1905) del metodo di Lebert e Stark. Ben presto venne, però, a conoscenza delle opere dei teorici tedeschi della tecnica del peso, come Breithaupt, e conobbe a Londra nel 1908 Matthay, fautore anch'egli di una tecnica fisiologica, divenendo un convinto sostenitore delle nuove idee, che illustrò in due importanti articoli comparsi sulla "Rivista musicale italiana". Fu attaccato duramente dai fautori della tecnica tradizionale, tra cui Alessandro Longo, ma anche da un teorico e didatta più aperto al nuovo come Attilio Brugnoli.

### Opere di Mugellini

#### Opere musicali
- Alle Fonti del Clitumno, poema sinfonico per coro e orchestra (1899)
- Quintetto per archi e pianoforte in re maggiore (1905 ca.)
- Sonata per violoncello e pianoforte in sol minore
- Quattro bozzetti per pianoforte

#### Opere sulla didattica e la tecnica pianistica
- Sull'insegnamento del pianoforte negli istituti musicali d'Italia, in "Rivista musicale italiana", vol. XIV, 1907.
- Nuovi sistemi fondamentali nella tecnica del pianista, in "Rivista musicale italiana", vol. XV, 1908.
- Lezioni teorico-pratiche sui nuovi sistemi fondamentali nella tecnica del pianista, Milano, 1908.
- Metodo di esercizi tecnici per pianoforte, 8 libri, Milano, 1911.

### Letteratura secondaria
- Alberto Basso (a cura di), Dizionario enciclopedico universale della musica e dei musicisti, Torino, 1988, Utet, Le biografie: vol. V, voce "Mugellini Bruno".
- Chiara Bertoglio, "Instructive Editions and Piano Performance Practice: A Case Study", Saarbrücken, 2012, Lambert Academic Publishing.
- Maria Borghesi, L’Invenzione a due voci n. 1 di Bach nelle edizioni italiane d’inizio Novecento: un modello per l’analisi della prassi esecutiva, «Rivista Italiana di Musicologia», 53, 2018, pp. 117-148
- Maria Borghesi, I 23 pezzi facili di J.S. Bach nella revisione di Bruno Mugellini: le edizioni, la raccolta, la fortuna, «Fonti Musicali Italiane», 22, 2017, pp. 177-212
- Paolo Spagnolo - Giovanni Stelli, Pianosophia. Tecnica e arte, Napoli, 2008, Guida.